# Alto do Brejo
O Alto do Brejo é uma elevação portuguesa localizada na freguesia açoriana da Praia do Norte, concelho da Horta, ilha do Faial, arquipélago dos Açores.
Este acidente geológico encontra-se geograficamente localizado praticamente no Centro da ilha, junto ao Vulcão central da ilha do Faial, do qual faz parte contribuindo para a formação desta Montanha basal da ilha do Faial que tem o seu ponto mais elevado a 1043 de altitude no Pico denominado Cabeço Gordo.
Próximo a esta formação encontra-se o Cabeço dos Trinta, o Alto do Guarda-Sol. Tem origem nesta elevação a Ribeira das Cabras que depois de passar junto à localidade da Praia do Norte vai desaguar no mar, na costa Norte da ilha na Baía da Ribeira das Cabras.
Esta formação geológica localiza-se a 927 metros de altitude acima do nível do mar.